# Omar Yagoubi
 (mai 2024).
Si vous disposez d'ouvrages ou d'articles de référence ou si vous connaissez des sites web de qualité traitant du thème abordé ici, merci de compléter l'article en donnant les références utiles à sa vérifiabilité et en les liant à la section « Notes et références ».
Omar Yagoubi est un compositeur français, pianiste, né à Lens (France) le 24 décembre 1957 d'une mère polonaise et d'un père algérien.

## Biographie
En 1964, à l’âge de sept ans, il commence le piano, écrit à huit ans ses premières partitions. C'est en 1970 qu'il entre, sur audition, en classe supérieure au Conservatoire de Douai, grâce à l'intuition d'Henri Vachey. Il  dévore avec passion les ouvrages de théorie musicale.
En 1975, à l’âge de 17 ans, il donne son premier récital à Arras. Il commence alors une carrière de soliste et parcourt la France, explorant des univers musicaux divers : il joue Liszt, Chopin et Beethoven, mais aussi du jazz au Festival de Grenoble.
En  1980, à la suite d'un enregistrement de ses œuvres qu’il avait préparé pour une émission  de France-Musique, il est repéré par Jean Darnel (créateur des Chorégies d'Orange) qui lui présente  le Maître qu’il attendait :  Aldo Ciccolini. Celui-ci  va le conforter et le guider . En 1987, à 29 ans,  il est nommé meilleur soliste français aux Victoires de la musique, pour son interprétation et sa création de l'œuvre pour piano de Jean Wiener.
Il s'installe alors à Paris où il vit de  1980 à 1989. Il se lie d'amitié avec des personnalités diverses comme Vladimir Jankélévitch, Claude Nougaro et Pierre Prévert entre autres. Ces rencontres essentielles élargissent son horizon et modèlent sa personnalité musicale. Il découvre les perspectives nouvelles offertes par « les années folles », Le bœuf sur le toit et le Groupe des six (Poulenc, Milhaud, Honegger, Tailleferre, Auric, Durey). C'est alors que naît et se cristallise son écriture musicale, originale,  faite "d'esprit français, de romantisme slave et de poésie orientale".
En 1985 Omar Yagoubi crée pour Xavier Prévost et l'émission "Jazz sur le Vif" le plus ancien indicatif de jazz de France Musique.
En 1989, François Mitterrand le reçoit à l’Élysée à l'occasion de  sa transcription pour piano des douze hymnes nationaux de l'Europe.
À la suite des Victoires de la Musique, Omar Yagoubi  parcourt le monde « telle une comète » : 38 pays en 3 ans, et revient en France en 1990. A 32 ans, il a besoin de se poser, de réfléchir et surtout  de composer. « Après tant d'événements et d'émotions contradictoires, j'étais devenu un mystique pragmatique » dit-il dans une interview donnée à La Voix du Nord en 1992.
Soutenu par  l'Action Culturelle SACEM il compose et produit alors coup sur coup l'oratorio La Vie Eternelle d'après le roman de Jacques Attali (1991), Le Cantique des Cantiques de l'Ancien Testament (1992). En 1993, Jean-Claude Casadesus dirige son poème symphonique Hadrien d'après l'œuvre de Marguerite Yourcenar. En 1994 et 1995 sont composés le  Concerto pour percussions (commande de la percussionniste Aïko Miyamoto) et le Concerto pour piano, créés au Japon par le Kyoto Symphony Orchestra dirigé par Naoto Ôtomo . En 1996, le Concerto pour percussions est créé  en France  par l'Orchestre National de Lille. En 2005 cette œuvre est reprise par l'Orchestre Symphonique de Douai dirigé par Stéphane Cardon. 
En 1999 et 2001, les décès de sa grand-mère et de sa mère lui inspireront deux de ses grandes œuvres, le Stabat Mater pour soprano, chœur et orchestre et Poloniae Anima (marche funèbre et transfiguration) pour piano solo. 
Omar Yagoubi compose également pour le cinéma (Jean Marbœuf et Philippe Venault, Sellani, Syriakyn), de la musique de chambre (quatuor à cordes, trio avec piano) et des transcriptions pour orchestre de Mozart et de Bach.
Toujours ouvert à la richesse de la musique dans toute sa diversité, et en hommage à un quartier de Lille qu’il affectionne, il compose en 2001 l’Hymne de Wazemmes sur des paroles d’Allain Leprest. Cet hymne sera créé par Zaza, Jean-Christophe Tant, une vingtaine de musiciens et un chœur d'une trentaine de choristes, composé notamment par les Belles Lurettes, Arnaud Vanlacker, Claude Vadasz, Gérard Buisine,.
En 2004, L’Oratorio sur Saint Augustin est créé à Paris au "Val  de  Grâce".
En 2010, la Valse de la Sensée est choisie comme thème musical des "Chemins de mémoire en Nord - Pas de Calais" par le Conseil Régional. 
Le Concerto pour accordéon est créé par l’Orchestre Symphonique de Douai en 2011, puis en Ukraine par la  Filarmonia de Kharkiv en 2012.
Toujours en 2012,  il compose une Toccata pour harpe et Les Météores pour piano ainsi qu’une Cantate, Le Testament, d’après l'œuvre du poète Taras Shevchenko. Cette œuvre est  créée à Kharkov le 2 juin 2013 par l'orchestre philharmonique et le chœur académique de Karkiv, dirigés par Yuryi Yanko . En mai 2024, son second concerto pour piano obtient le label "Mission Libération de l'Etat" (80em anniversaire de la libération) par La Mission Libération présidée par Philippe Etienne, Ambassadeur, et Fabien Sudry, Préfet. Marie-Josèphe Jude et l'Orchestre de Douai - Région Hauts-de-France, sous la direction de Arie Van Beek créent son second concerto pour piano "Résistantes" à la mémoire des résistantes françaises et aux Dames d'Arras.

## Quelques mots sur l’esprit de l’œuvre de Omar Yagoubi
« Mes mains sont slaves, mes jambes sont sémites, ma tête est française, mon âme est ailleurs, quant à mon cœur, il est déjà pris. » aime à dire  Omar Yagoubi.
De par ses origines, sa formation, ses rencontres, l’œuvre d’Omar Yagoubi est marquée par le métissage, la  liberté, l’ouverture, la curiosité. De l’écartèlement naît la richesse. Sa formation au Conservatoire de Douai est solidement classique. Dès l’enfance, il se passionne pour les ouvrages de théorie musicale : il lui semblait aussi important d’apprendre à lire et écrire la musique que la langue.
Plus tard, ses préférences vont à Liszt, Prokofiev, Stravinsky, Mahler. Mais il se passionne aussi pour Kurt Weil et pour l’œuvre de Jean Wiener. 
Fervent défenseur de la « musique française », Omar Yagoubi n’en oublie pas pour autant ses origines. De ses ascendances  maghrébines, il garde une relation particulière à la rythmique, une certaine conception paisible du temps, typiquement orientale. La Danse d’Abdel particulièrement associe musique orientale et ensemble orchestral moderne.Quant à la Pologne, elle affleure  partout. C’est toute l’âme slave, ses rires et ses pleurs, qui vibre ainsi dans Poloniae Anima, dédié à sa grand mère maternelle.
Et son attachement à la culture du Nord de la France s’exprime dans le choix d’écrire des œuvres pour carillon ou fanfare et surtout dans Le concerto des deux mondes pour accordéon et orchestre, composé à la mémoire de Denis Cacheux, figure emblématique du Festival « Wazemmes l’Accordéon » de Lille (France). Le concerto des deux mondes est d’ailleurs l’illustration parfaite de ce métissage  musical : « classique et populaire, Nord et Sud, Algérie et Pologne… j’ai toujours vécu entre deux mondes » dit Omar Yagoubi.
Sa curiosité, son ouverture à la musique sous toutes ses formes l’amènent à composer quelques  musiques de films et quelques chansons, et surtout  à composer des œuvres, concerto ou musique de chambre, pour des instruments moins attendus que d’autres, moins « classiques » : accordéon, carillon, fanfare, harpe, marimba, percussions. Musivum Opus par exemple, concerto pour percussions et orchestre, explore la diversité et la créativité de l’univers des percussions.
Ce sont parfois des solistes qui lui inspirent ou lui commandent des œuvres : Aïko Miyamoto pour Musivum Opus, Patricia Forbes pour Prologue de Saint Jean, le Quatuor Lalo pour Quatuor en Ré mineur , Alain Raës  pour le Concerto pour piano par exemple, ou encore Marie-Josèphe Jude pour le Second Concerto pour piano qu'il dédira aux Dames d'Arras et aux résistantes françaises.
C’est une œuvre qui se place à la croisée des arts. Sensible et curieux de tous les arts, Omar Yagoubi trouve souvent son inspiration dans la littérature : L’Ancien Testament, un quatrain d’Omar Kahyyam, Les mémoires d’Hadrien de Marguerite Yourcenar, La Vie éternelle de Jacques Attali, ou encore dans  l’émotion suscitée par une photographie pour le Stabat Mater.
L’œuvre d’Omar Yagoubi est par essence symphonique. Même les œuvres pour piano seul voyagent dans son esprit, accompagnées par l’orchestre. Ses œuvres sont par ailleurs résolument modales. Loin de les mépriser, il est attaché  à la mélodie et à l’expression des sentiments dans ce que celles-ci peuvent avoir de « noblement populaire » . 
C’est une musique qui se veut, qui  se sent, narrative, faite de sensations, de goûts, d’odeurs et inspirée d’ailleurs très souvent par des romans comme Le Seigneur des Anneaux de J. R. R. Tolkien (Le Grimoire harmonique et Les Météores) ou une biographie romancée : Les Mémoires d’Hadrien de Marguerite Yourcenar, ou encore La vie éternelle de Jacques Attali.
Enfin Omar Yagoubi se veut un artiste impliqué dans le devenir du monde et des hommes. Le Stabat Mater lui a été inspiré par La Vierge d’Alger, la célèbre  photo d’une mère pleurant son jeune fils mort dans un attentat. « J’ai écrit cette musique contre la folie des hommes. La violence est le dernier refuge de l’incompétence. Et j’ai la conviction que la musique donne une clef universelle pour mieux vivre ensemble  ». Quant à La vie éternelle, le roman de Jacques Attali qui lui inspira un oratorio, il évoque  « un monde futur qu’il faudra bien gérer autrement ».
C’est une œuvre libre et originale qui jaillit et se développe par-delà les modes, par delà les normes. Souvent épique, parfois tendre ou intimiste, cette musique est toujours  lyrique, spatiale, et comme cinématographique.
« Je souhaite à beaucoup de musiciens d'avoir la sincérité musicale d'Omar Yagoubi » Aldo Ciccolini

## Catalogue des œuvres

### Piano
- Les Passions pour Vivre, piano solo (1980 par le compositeur)
- Le Grimoire Harmonique, huit études pour piano solo (1984 par le compositeur)
- Les Météores pour piano (2012)
- L'Âme de l'Est (2017, Pianos Folies du Touquet par Anna Kubanova)

### Concerti
- Variations sur un pied-de-nez pour piano et orchestre (1993 Antonio Rosado, piano, François Pierre Descamps)
- Musivum Opus, concerto pour percussions (1995 Japon, France, Aiko Miyamoto)
- A Cosima, concerto pour piano et orchestre N°1 (1996, Alain Raës, Orchestre symphonique de Douai, Stéphane Cardon)
- Les deux mondes, concerto pour accordéon et orchestre (2011, Bogdan Nesterenko, Yuriy Yanko)
- Concerto pour violon et orchestre à cordes (2017, Foix, Marie Cantagrill, Orchestre de Chambre d'Ariège)
- Etats d'âme pour alto et orchestre à cordes ( à Françoise Gneri) 2022
- Concerto pour piano N°2 Résistantes ! (Aux Dames d'Arras et aux résistantes françaises) 2024

### Symphonique
- Hadrien, poème symphonique d’après l’œuvre de Maguerite Yourcenar (1993, Orchestre National de Lille, Jean Claude Casadesus)
- Crisis, pour orchestre (1996, François Pierre Descamps)
- Les Hommes d’About pour fanfare et batterie fanfare 1998
- Moussem, pour orchestre (Douai, 1999)
- La Danse d’Abdel (2003, Aix en Provence)
- L'Adieu aux Armes et les Chemins de Mémoire, Symphonie (2015)
- Dies Irae (2018)

### Musique Sacrée et profane
- La Vie Eternelle, d’après Jacques Attali, oratorio pour chœur et orchestre (1991, Atelier choral du conservatoire de Tourcoing, F-P Descamps, Paul Descamps, chef de chœur, Patricia Forbes, soprano. Lille)
- Le Cantique des Cantiques pour chœur, maîtrise, soliste et orchestre (1992, Lille)
- Stabat Mater (1998)  Chœur et ensemble Divertimento, Nobuko Takahshi, soprano, Jean-François Droulez)Lille
- Sancti Augustini Verba, pour cordes, soprano et percussions (2004, Val de Grâce Paris)
- Résonance pour chœur d’enfants et carillon (2004)
- Le Testament pour chœur et orchestre, sur le poème de Taras Shevchenko (2012, Ukraine, Yuriy Yanko, Chœurs académiques de Kharkiv)
- Miserere, pour soprano, contre ténor, orchestres à cordes et clavecin concertant (2017,Paris, Saint Eustache. Orchestre Baroque de Bretagne, Claude Nadeau , clavecin, Jeanne Montheilet, soprano, Bertrand Dazin, contre-ténor)

### Musique de chambre
- Comme un cheval fou pour piano, clarinette et percussions (1996, Paris)
- Essentiae, pour quatuor à cordes (1997)
- Pour une fin de siècle, quatuor avec marimba (1999, Quatuor Lalo, Aïko Miyamoto, Carvin)
- Danse des Djinns et Songes des Djinns pour piano, marimba et xylophone (1999)
- La Valse de la Sensée (2008, Lille, Fernand Iaciu, Jean-Michel Moulin, Anne Le Chevallier, ONL de Jean-Claude Casadesus)
- Quatuor en Ré mineur (2013)
- Regards, "trois regard sur l'enfant autiste". Quintette avec piano (2016, Enghien-les-Bains, Marie-Josèphe Jude et le quatuor Fractales de Françoise Gneri)
- Procession d'après Shakespeare, sonnet XVIII

### Pédagogie et transcription
- Histoire sans Paroles Jean Wiener/Omar Yagoubi, 12 pièces pour le piano (Chant du Monde)
- Mozart, Fantaisie kv 608 pour quatuor à cordes
- Mozart, Fantaisie kv 608 pour orchestre
- Bach, Choralvorspiele bwv 659, pour orchestre

### Musique de film
- Billard à l’étage  de Jean Marbœuf
- L’été des hannetons de Philippe Venault
- Mea culpa de Boucq
- Étrangers des deux rives  de Djamel Sellani (documentaire)
- Six sur Six cent mille, Bruno et Rémi Vouters (Cercle bleu) Centenaire de la Grande Guerre, Mission Centenaire 14-18, documentaire
- La Mémoire des Noms, Bruno et Rémi Vouters (Cercle bleu) Centenaire de la Grande Guerre, Mission Centenaire 14-18, documentaire

### Chansons
- L’hymne à Wazemmes Leprest/Yagoubi
- L’amour c’est toujours un soupir  De Rudder/Yagoubi
- La ducasse Boireaud/Yagoubi
- Tout va bien Yagoubi/Yagoubi

## Publication littéraire
- Lettre sans mesure, 2021 (Société des Amis de Louis Aragon et Elsa Triolet)
- L'indigène inattendu,2011 (témoignage historique sur Djelloul Yagoubi, 1892-1978)
- Le secret de Yagoubi (collaboration) Thierry Maricourt, Editions Les Lumières de Lille (2022)

## Distinctions
- Victoires de la Musique  Paris : nommé meilleur soliste (1987)
- Note d'Or de La meilleure Musique de Téléfilm (2001)
- Médaille d'Or du Rayonnement Culturel : La Renaissance Française (Présidente d'honneur Madame Simone Veil) (2018)
- Médaille d'Or de la Ville d'Arras (14 juillet 2019)

## Discographie
- Les Passions pour Vivre, piano Omar Yagoubi (Sonart Disque Grenoble 1980)
- Le Grimoire Harmonique, piano Omar Yagoubi (VDE-Gallo Lausanne 1984)
- 12 Hymnes nationaux transcrits pour piano (Pyano 1989)
- Œuvres pour piano Jean Wiener / piano :  Omar Yagoubi (Le chant du monde 1986)
- Le jardin des Délices (Stabat Mater, La vie éternelle, Danse d’Abdel, Concerto pour percussions et orchestre Musivum Opus, Concerto pour piano et orchestre "A Cosima", Poloniae Anima,  Le Grimoire Harmonique) édité et produit par VOY en 2005.
- La Valse de la Sensée, DVD

### Site officiel
- « Le jardin secret d'Omar Yagoubi » (consulté le 1er juillet 2017)

### Radio
- Bruno Letort, « Émission de Bruno Letort : Tagage nocturne, sur France Musique  18/01/2013 », France Musique, 2013 (consulté le 8 avril 2013)
- Omar Yagoubi, « Haïki musical de Omar Yagoubi », Ambassade du piano.eu, 2013 (consulté le 8 avril 2013)
- Hervé Dujardin, « Entretien avec Hervé Dujardin », Radio Scarpe Sensée 05/04/2006 Phonothèque ÉPRA, 2006 (consulté le 8 avril 2013)

### Presse en ligne
- « L’enfant de Rémy Omar Yagoubi fera jouer son Concerto des Deux mondes en Ukraine », La Voix du Nord, 2 mars 2012 (consulté le 11 avril 2013)
- « Pour le festival Wazemmes l'Accordéon Omar Yagouby crée un concerto avec l'orchestre de Douai », La Voix du Nord, 25 mai 2011 (consulté le 11 avril 2013)
- « Omar Yagoubi le musicien qui accorde le classique au goût du grand public », La Voix du Nord, 22 mai 2011 (consulté le 11 avril 2013)
- « "Omar Yagoubi "un instrument complet », La Voix du Nord, 9 octobre 2010 (consulté le 11 avril 2013)
- « Nommé aux Victoires de la Musique en 1987 … Omar Yagoubi un compositeur incontournable », La Voix du Nord, 13 décembre 2009 (consulté le 11 avril 2013)
- Ch. Defrance, « Omar Yagoubi  , le retour aux sources… de la Sensée », L'Écho du Pas-de-Calais, mai 2003 (consulté le 11 avril 2013)

### Quelques œuvres en écoute
- « Concerto pour percussions (Aïko Miyamoto) », www.youtube.com (consulté le 9 avril 2013)
- « Valse de la Sensée », www.youtube.com (consulté le 9 avril 2013)
- « Stabat Mater », www.dailymotion.com (consulté le 9 avril 2013)
- « Le Testament », www.youtube.com (consulté le 16 juillet 2013)